# San Miguel Arcángel (Alastuey)

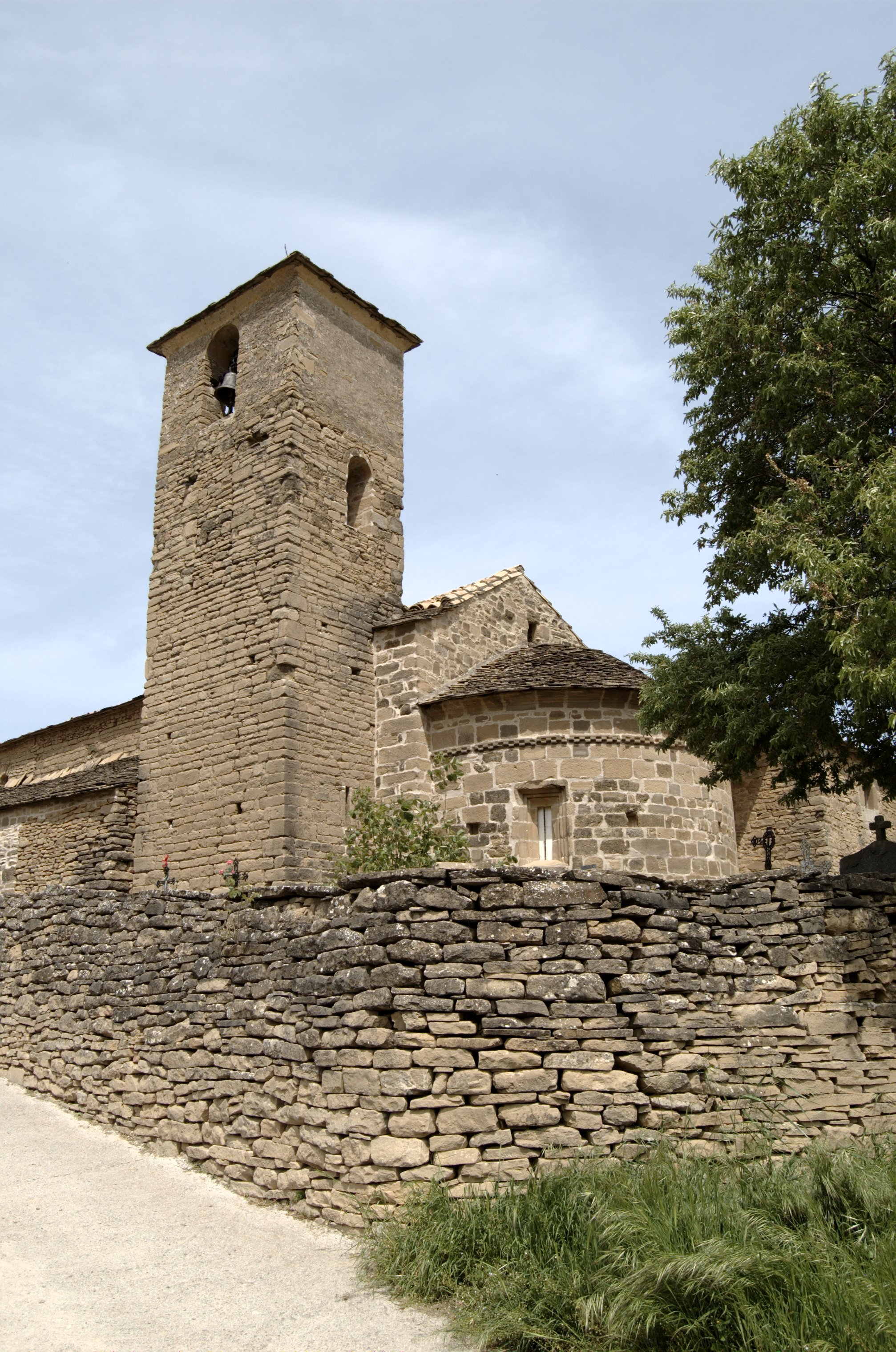
Kirche San Miguel Arcángel

Die römisch-katholische Pfarrkirche San Miguel Arcángel in Alastuey, einem Ortsteil der Gemeinde Bailo in der spanischen Provinz Huesca der Autonomen Gemeinschaft Aragonien, wurde im 12. Jahrhundert errichtet. 

## Architektur
Die dem Erzengel Michael geweihte Kirche ist ein spätromanischer Bau aus Werkstein. Die Kirche besitzt ein Schiff und einen halbrunden Chor, die beide mit Steinplatten gedeckt sind. Die Apsis wird außen von einem Röllchenfries geschmückt. Der rechteckige Turm wurde wohl in späterer Zeit erhöht. Er besitzt in seinem Obergeschoss an zwei Seiten Klangarkaden. Eine offene Vorhalle ist an der Südseite dem rundbogigen Portal vorgelagert. 
Von der ursprünglichen Ausstattung ist ein romanisches Taufbecken erhalten. 